# آنری-آندره لاپریر
آنری-آندره لاپریر (فرانسوی: Henri-André Laperrière‎; ۱۲ ژوئن ۱۹۲۵ – ۸ مارس ۲۰۱۵) بازیکن هاکی روی یخ اهل کانادا بود.
وی در مسابقات کشوری و بین‌المللی در مجموع برندهٔ ۱ مدال طلا شده‌است.